# Gouvernement Rif Dimaschq
Rif Dimaschq (arabisch ریف دمشق, DMG Rīf Dimašq ‚Damaskus-Landschaft‘) ist ein Gouvernement im Südwesten Syriens. Es hat eine Fläche von 18.032 Quadratkilometern und 1.409.520 Bewohner. Hauptstadt ist Damaskus, das ein selbständiges Gouvernement bildet. Größte Stadt im Gouvernement Rif Dimaschq ist Duma mit 114.761 Einwohnern (Stand jeweils 1. Januar 2006). Andere Großstädte in diesem Gouvernement sind Darayya westlich von Damaskus, Dscharamana südöstlich von Damaskus, Harasta und Irbin.

## Geografische Lage
Rif Dimaschq grenzt im Südwesten an die Gouvernemente Quneitra, Dar'a und as-Suwaida, im Norden und Nordosten an das Gouvernement Homs, im Westen an die Republik Libanon und im Süden an das Haschemitische Königreich Jordanien. Das Gouvernement Damaskus wird vollständig vom Gouvernement Rif Dimaschq umschlossen.

## Distrikte
Das Gouvernement ist in 12 Distrikte (Mintaqah) unterteilt:
| Distrikt            | Orte (Hauptort in fett)                                 |
| ------------------- | ------------------------------------------------------- |
| al-Qutaifa          | al-Qutaifa, Dschubb-'Adin, Maalula                      |
| an-Nabk             | an-Nabk                                                 |
| at-Tall             | at-Tall, Saidnaya                                       |
| Balbila             | Balbila                                                 |
| Darayya             | Darayya, al-Hadschar al-Aswad, Muʿaddamiyyat asch-Scham |
| Duma                | Duma, ad-Dumair, Harasta                                |
| Markaz Rif Dimaschq | Deir Khabiye, Dscharamana, Irbin, al-Kiswa              |
| Qatana              | Qatana, Saʿsaʿ, Jdaidt Artouz                           |
| Qudsaya             | Qudsaya                                                 |
| Yabrud              | Yabrud, as-Sarcha                                       |
| Zabadani            | az-Zabadani, Madaya                                     |
| Zamalka             | Zamalka                                                 |